# Język inabaknon
Język inabaknon, także: abaknon, abaknon sama – język austronezyjski używany na Filipinach, przede wszystkim na wyspie Capul w prowincji Northern Samar (w pobliżu cieśniny San Bernardino). Według danych z 2010 roku posługuje się nim 26 tys. osób.
Należy do grupy języków sama-bajaw.
Powszechna jest wielojęzyczność (znane są języki: cebuański, bikolski, filipiński, angielski). Inabaknon obfituje w pożyczki z języka hiszpańskiego. Wpływy arabskie (związane z oddziaływaniem kultury islamu) są natomiast słabo zaznaczone.
Jest zapisywany alfabetem łacińskim.